# Paul Allender
Paul Allender (ur. 17 listopada 1970 w Colchesterze) – angielski muzyk, kompozytor i gitarzysta, a także grafik. Paul Allender znany jest przede wszystkim z wieloletnich występów w blackmetalowym zespole Cradle of Filth, którego był członkiem w latach 1993-1996 i 2000-2014. W latach 1995-1997 członek The Blood Divine, występował ponadto w zespołach Primary Slave i Vomitorium. Muzyk gra na sygnowanej własnym nazwiskiem gitarze firmy PRS.

## Dyskografia
- Vomitorium - Hauriam Oscula De Te (demo, 1994, wydanie własne)
- Cradle of Filth - The Principle of Evil Made Flesh (1994, Cacophonus Records)
- The Blood Divine - Awaken (1996, Peaceville Records)
- The Blood Divine - Mystica (1997, Peaceville Records)
- Cradle of Filth - Midian (2000, Music for Nations)
- Cradle of Filth - Damnation and a Day (2003, Sony Music)
- Cradle of Filth - Nymphetamine (2004, Roadrunner Records)
- Cradle of Filth - Thornography (2006, Roadrunner Records)
- Cradle of Filth - Godspeed on the Devil’s Thunder (2008, Roadrunner Records)
- Cradle of Filth - Darkly, Darkly, Venus Aversa (2010, Peaceville Records)
- Hell - Human Remains (2011, Nuclear Blast, opracowanie graficzne, portrety)[9]
- Cradle of Filth - The Manticore & Other Horrors (2012, Peaceville Records)
- White Empress - Rise of the Empress (2014, Peaceville Records)